# Nanos neoelectrinus
Nanos neoelectrinus là một loài bọ cánh cứng trong họ Bọ hung (Scarabaeidae).